# Rejon mościski
Rejon mościski (ukr. Мостиський район) – dawna jednostka administracyjna Ukrainy, a wcześniej także Ukraińskiej Socjalistycznej Republiki Radzieckiej w Związku Socjalistycznych Republik Radzieckich, funkcjonująca w latach 1940–1941 i 1944–2020. Należał do obwodu drohobyckiego do 1959 roku, a po jego zniesieniu do obwodu lwowskiego. Siedzibą rejonu były Mościska.
Rejon należał do 1959 roku do obwodu drohobyckiego, a następnie do obwodu lwowskiego. Na północnym zachodzie graniczył z Polską, na północnym wschodzie z rejonem jaworowskim, na wschodzie z rejonem gródeckim, na południowym wschodzie z rejonem samborskim, i na południowym zachodzie z rejonem starosamborskim.
W 2001 roku na terenie rejonu było 61 892 mieszkańców (w tym: 56 800 Ukraińców - 91,8%, 4 700 Polaków - 7,6%, 300 Rosjan - 0,5%).

## Historia
Rejon mościski został utworzony 17 stycznia 1940 na podstawie dekretu Prezydium Rady Najwyższej USRR o podziale na rejony zachodnich obwodów USRR, kiedy to w obwodzie drohobyckim utworzono 30 rejonów, między innymi mościski. Rejon objął następujące obszary, należące przed wojną do powiatu mościskiego w województwie lwowskim.
- miasto Mościska
- całą zniesioną gminę Małnów;
- całą zniesioną gminę Mościska;
- fragment gminy Hussaków (gromada Balice);
- fragment gminy Twierdza (gromada Lipniki).

Rejon mościski przestał istnieć wraz z wybuchem wojny niemiecko-radzieckiej 22 czerwca 1941. Jego tereny weszły w skład Landkreis Lemberg dystryktu galicyjskiego Generalnego Gubernatorstwa.
Rejon został odtworzony 31 lipca 1944, po zajęciu tych terenów przez Armię Czerwoną.
W marcu 1945, w wyniku wytyczenia granicy między ZSRR a Polską, fragment rejonu mościskiego (radę Kalników) włączono do Polski. Włączono ją jako gromadę do reaktywowanej gminy Stubno w reaktywowanym powiecie przemyskim, od 18 sierpnia 1945 w nowym woj. rzeszowskim.
15 maja 1948 z rady wiejskiej Małnów wyłączono chutory Dubina i Macyki (Задубина, Мацики). Przyczyną tego było przekazanie tych obszarów wraz z niezamiszkaną częścią rady wiejskiej Starzawa Polsce w ramach korekty granic z ZSRR. Dubinę i Macyki włączono do gromady Kalników, a na obszarze Starzawy utworzono nową gromadę Starzawa, w gminy Stubno w powiecie przemyskim w województwie rzeszowskim, Równocześnie, 15 maja 1948 rejon mościski powiększono o wschodnią część zniesionego rejonu medyckiego (rady wiejskie Buców, Byków, Nowosiółki Wielkie i Szeginie).
21 stycznia 1959 do rejonu mościskiego włączono część zniesionego rejonu krukienickiego.
21 maja 1959, w wyniku zniesienia obwodu drohobyckiego, rejon mościski włączono do obwodu lwowskiego.
23 września 1959 do rejonu mościskiego włączono części zniesionych rejonów niżankowickiego i sądowowiszniańskiego.
17 lipca 2020 roku rejon został zlikwidowany i włączony do rejonu jaworowskiego.

## Miejscowości rejonu w 2020
- Arłamowska Wola (Арламівська Воля)
- Balice (Баличі)
- Berehowe (Берегове)
- Bercy (Берці)
- Byków (Биків)
- Bojowice (Боєвичі)
- Bolanowice (Боляновичі)
- Boracice (Боратичі)
- Bortiatyn (Бортятин)
- Buchowice (Буховичі)
- Buców (Буців)
- Chatki (Хатки, Балицька сільська рада)
- Chatki (Хатки, Раденицька с.р.)
- Chodnowice (Хідновичі)
- Chliple (Хлиплі)
- Chorośnica (Хоросниця)
- Cyków (Циків)
- Czerniawa (Черневе)
- Czyszki (Чишки)
- Czyżowice (Чижевичі)
- Dąbrowa Mała (Мала Діброва)
- Dąbrowa Wielka (Велика Діброва)
- Dmytrowice (Дмитровичі)
- Doboszczówka (Добощівка)
- Dołhomościska (Довгомостиська)
- Dydiatycze (Дидятичі)
- Dubinki (Дубинки)
- Hańkowice (Ганьковичі)
- Hodynie (Годині)
- Horysławice (Гориславичі)
- Gostincewe (Гостинцеве)
- Hussaków (Гусаків)
- Jatwięgi (Ятвяги)
- Jordanówka (Іорданівка)
- Kaczmary (Качмарі)
- Knihynice (Княгиничі)
- Kłódka (Колодка)
- Koniuszki Nanowskie (Конюшки)
- Królin (Королин)
- Korczunek (Корчунок)
- Kościelniki (Костильники)
- Krzywiaki (Крив'яки)
- Krukienice (Крукеничі)
- Kropielniki (Кропильники)
- Krysowice (Крисовичі)
- Księży Most (Княжий Міст)
- Kulmatycze (Кульматичі)
- Laszki Zawiązane (Завязанці)
- Lipki (Липки)
- Lipniki (Липники)
- Mazury, Mościska Drugie (Мостиська Другі)
- Mazury (Мазури)
- Maksymce (Максимці)
- Makuniów (Макунів)
- Małnów (Малнів)
- Małnowska Wola (Малнівська Воля)
- Martyny (Мартини)
- Meleszki (Мелешки)
- Mistyce (Мистичі)
- Moczerady (Мочеради)
- Mokrzany Małe (Малі Мокряни)
- Mokrzany Wielkie (Великі Мокряни)
- Mościska (Мостиська)
- Myślatycze (Мишлятичі)
- Nihowice (Ніговичі)
- Nowosiółki Małe (Малі Новосілки)
- Nowosiółki Wielkie (Великі Новосілки)
- Ostrożec (Острожець)
- Pakość (Нагірне)
- Petyki (Петики)
- Piaski (Пісок)
- Pleszowice (Плешевичі)
- Pnikut (Пнікут)
- Podgać (Підгать)
- Podliski (Підліски)
- Polaki (Новосільці)
- Popowice (Поповичі)
- Pychy (Пихи) dawniej cz. Rożaków
- Radenice (Раденичі)
- Radochońce (Радохинці)
- Rożaki (Рожаки)
- Rudniki Lackie cz. Mościska (Рудники)
- Sanniki (Санники)
- Sądowa Wisznia (Судова Вишня)
- Słabasz (Слабаш)
- Sokola (Соколя)
- Sołtysy (Солтиси)
- Starzawa (Старява)
- Stojańce (Стоянці)
- Strzelczyska (Стрілецьке)
- Sudkowice (Судковичі)
- Szechynie (Шегині)
- Szeszerowice (Шишоровичі)
- Tamanowice (Тамановичі)
- Tułkowice (Толуковичі)
- Topolnica (Топільниця)
- Trzcieniec (Тщенець)
- Tyszkowice (Тишковичі)
- Twierdza (Твіржа)
- Wiszenka (Вишенька)
- Wojkowice (Вуйковичі)
- Wola Sudkowska (Воля-Садківська)
- Wolica (Волиця)
- Wołczyszczowice (Вовчищовичі)
- Wołostków (Волостків)
- Zagrody (Загороди)
- Zahorby (Загорби)
- Zarzecze[16] (Заріччя, Берегівська с. р.)
- Zarzecze (Заріччя, Дмитровицька с.р.)
- Zawada (Завада)
- Zawadów (Завадів)
- Zawieruchy (Заверхи)
- Złotkowice (Золотковичі)